# Federação Ibérica de Juventude Libertária
A Federação Ibérica de Juventude Libertária (Espanhol: Federación Ibérica de Juventudes libertarias (FIJL)), às vezes abreviada como Juventude Libertária (Juventudes libertarias), é uma organização 
socialista libertária criada em 1932 em Madrid. Existe até hoje.

## História
A FIJL foi criada em 1932 em Madrid. Em Fevereiro de 1937, a FIJL organizou um plenário de organizações regionais (segundo congresso da FIJL). Em Outubro de 1938, de 16 a 30 de Março em Barcelona, a FIJL participou num plenário nacional do movimento libertário, na qual participaram também membros da Confederação Nacional do Trabalho (CNT) e da Federação Anarquista Ibérica (FAI).

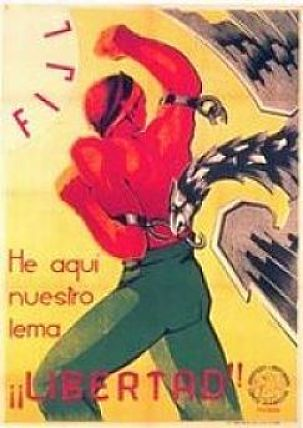
Poster da FIJL dos anos 30

Durante a purga nas jornadas de maio do Partido Operário de Unificação Marxista (POUM) e outroa organizações anti-stalinistas, que teve lugar em Barcelona no final da Guerra Civil Espanhola, muitos membros da FIJL foram assassinados por aqueles que agiam sob as ordens de Josef Stalin.  Após a Guerra Civil, a FIJL atuou em duas filiais: uma no exílio em Paris e uma organização doméstica secreta e ilegal sob o regime de Franco. Alguns membros da FIJL foram associados ao Grupo do Primeiro de Maio. A FIJL foi proibida na França em 1963.
O membro mais famoso da organização foi Federico Borrell García, o tema da fotografia mais conhecida de Robert Capa, The Falling Soldier. A imagem, tirada em 1936, retrata o momento da morte de García durante a Guerra Civil Espanhola.

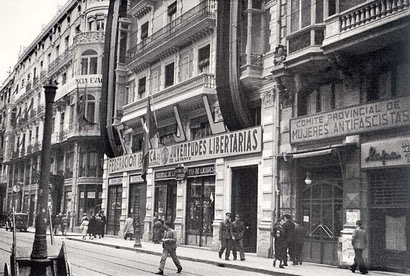
Escritórios da Federação Ibérica de Juventude Libertária Libertária (FIJL). Rua De la Paz em Valência nos anos 30

## Século 21
Durante o início dos anos 2000, a FIJL começou a evoluir para posições insurrecionistas e as suas diferenças com o anarco-sindicalismo tornaram-se mais evidentes; isto deveu-se à influência do black bloc nos protestos de altermundialismo e à influência dos desenvolvimentos da Itália e da Grécia. Depois disso, sofreu um período de repressão estatal significativa, resultando em inatividade.
Em 2006, uma nova geração de jovens anarquistas decidiu estabelecer uma nova FIJL. A nova organização diferenciava-se da FIJL insurrecionista, defendendo criticamente o anarco-sindicalismo. Em 2007, após um período sem comunicação da FIJL original, o novo grupo restabeleceu-se como FIJL, mas ao tomar conhecimento de um comunicado da organização insurrecionista nomeou-se Federação Ibérica de Juventude Anarquista (Espanhol: Federación Ibérica de Juventudes Anarquistas (FIJA) ), mas afirmou representar o patrimônio ideológico da FIJL. Eles publicam um jornal chamado El Fuelle.
Em Março de 2012, o insurgente FIJL separou-se, levando a FIJA a reivindicar novamente o nome. Actualmente, esta FIJL está presente nas Astúrias, em Cádis, em Donosti, em Granada, em Lorca (Múrcia) e em Madrid.